# Rosmarie Kurz
Rosmarie Kurz (* 27. April 1940 in Winterthur) ist eine ehemalige Schweizer Langläuferin. Sie ist Rekordsiegerin des Engadin Skimarathons und zweimalige Langlauf-Schweizer-Meisterin. Daneben spielte sie auch noch Tennis und fuhr Velorennen.

## Karriere
Sportlich war Kurz im Laufe ihrer Karriere in drei verschiedenen Sportarten tätig. Im Tennis spielte sie für den TC Rot-Weiss Winterthur und wurde unter anderem Winterthurer Stadtmeisterin, gewann das Pontresina Open und wurde SATUS-Schweizer Meisterin.
Durch ihren Mann Hansruedi Kurz, einen Patrouillenläufer des Schweizer Militärs, kam sie 1964 zum Skilanglauf. Da sie auf den Langlaufskiern schneller als ihr Mann war, motivierte er sie, vermehrt Langlauf zu trainieren. 1969 nahm sie für den Skiclub Winterthur zusammen mit ihrem Mann an der ersten Austragung des Engadin Skimarathons teil und wurde Vierte, jedoch mit etwa einer Stunde Rückstand auf die Gewinnerin Rita Czech-Blasel. Später traf sie bei einem Trainingslauf in Wülflingen Roman Decurtins, der sie 1971 zu ihrer ersten Teilnahme an den Langlauf-Schweizer-Meisterschaften motivierte, bei der sie auch gleich Bronze gewann. Ein Jahr später, 1972, konnte sie erstmals den Engadin Skimarathon gewinnen und dies gleich mit 20 Minuten Vorsprung auf die Zweitplatzierte. An den Schweizer Meisterschaften wurde sie Zweite. In dieser Zeit nahm ihr Mann auch eine Lehrstelle in Zuoz an, sodass der Langlauf das Tennis als ihre wichtigste Sportart ersetzte. In den fünf Folgejahren gewann sie alle Austragungen des Skimarathons und startete dabei ab 1973 für den SC Zuoz. Mit insgesamt sechs Siegen in Serie ist Kurz Rekordsiegerin am Engadin Skimarathon. Daneben wurde sie 1973 und 1974 Schweizer Meisterin im Skilanglauf und gewann danach nochmals Silber an demselben.
Nach einer erfolgreichen Ski-Langlaufkarriere mit 111 Siegen sattelte sie aufgrund von Knieleiden später auf das Fahrrad um und war dort international erfolgreich. Sie nahm zweimal an den Strassenradweltmeisterschaften teil, 1981 und 1982, und wurde dabei jeweils 17. und konnte am Giro d’Italia den 6. Platz erreichen. Insgesamt konnte sie im Radsport elf Siege feiern.